# Svatopulk II av Böhmen
Svatopluk av Böhmen, född 1000-talet, död 1109, var en monark av Böhmen. Han regerade från 1107 till 1109.